# Spähkreuzer 1938
Spähkreuzer 1938 byla plánovaná třída průzkumných křižníků německé Kriegsmarine z doby druhé světové války. Ze tří plánovaných jednotek byla rozestavěna pouze jedna. Její stavba byla zrušena.

## Stavba
Stavba tří průzkumných křižníků (SP1–SP3) byla objednána v únoru 1941 jako náhrada za zrušené torpédoborce Z40–Z42 typu 1936A (Mob). Stavbou byla pověřena loděnice Germaniawerft v Kielu. V roce 1941 byla zahájena stavba prototypu. V polovině roku 1942 byla stavba SP1 zrušena a plavidlo bylo sešrotováno.

## Konstrukce
Plánovanou výzbroj tvořilo šest 150mm kanónů ve dvoudělových věžích, dva 88mm kanóny, osm 37mm kanónů, dvanáct 20mm kanónů a dva pětihlavňové 533mm torpédomety. Dále měly nést až 50 min. Křižníky měly nést lehké pancéřování. Pohonný systém kombinoval parní turbíny a diesely. Čtyři kotle Wagner dodávaly páru dvěma turbínám Wagner o výkonu 77 500 hp, pohánějících dva lodní šrouby. Třetí lodní šroub poháněly čtyři diesely MAN o výkonu 14 500 hp. Nejvyšší rychlost měla být 35,5 uzlu a dosah 8000 námořních mil při rychlosti 17 uzlů.